# Prosobonia ellisi
Prosobonia leucoptera é uma espécie extinta de ave da família Scolopacidae. Era endêmica da ilha Moorea, na Polinésia Francesa e foi descoberta durante a terceira viagem de James Cook, quando dois espécimes foram coletados.